# Familia Agnelli

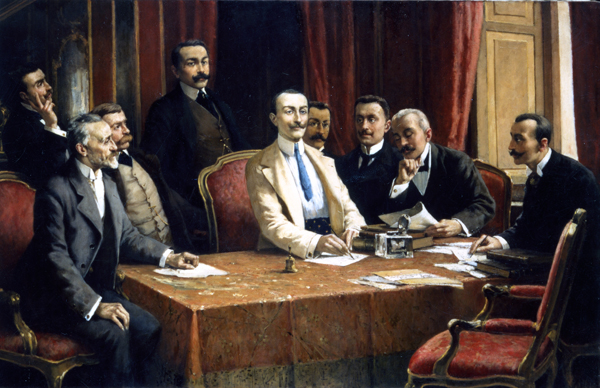
Giovanni Agnelli, tercero por la derecha, en la constitución de la Fabbrica Italiana Automobili Torino

La familia Agnelli (en italiano, famiglia Agnelli) es una histórica familia de la burguesía aristocrática italiana. Los orígenes del poder político, económico, financiero e industrial de los Agnelli se encuentran en la incipiente industria automovilística que se formó en el Piamonte italiano en los albores del siglo XX.
Los Agnelli son desde sus inicios los accionistas principales de la Fiat, el mayor grupo industrial y automovilístico italiano, fundado entre otros por Giovanni Agnelli en 1899. En la actualidad John Elkann, su tataranieto, es presidente del grupo. Muchos de los miembros de esta familia han participado en la vida política italiana: Giovanni Agnelli sénior fue senador del Reino de Italia, Gianni Agnelli fue nombrado senador vitalicio, Susanna Agnelli ocupó el puesto de ministro y Umberto Agnelli fue también un parlamentario. Además, a lo largo de varias generaciones han ido emparentando con la más elevada aristocracia italiana.
Son también los propietarios de la Juventus de Turín, el equipo de fútbol más exitoso de Italia y al mismo tiempo uno de los clubes más laureados y renombrados del mundo.

## Historia

### Orígenes
Hasta 1998, la falta de estudios sobre el origen exacto y la posición social de la familia Agnelli, permitió a muchos caer en formulaciones históricas contradictorias y sin fundamento. Esta se vio animada por la falta de archivos y documentos, posiblemente extraviados durante la reconversión del edificio donde residía Giovanni Agnelli en la calle Giacosa de Turín, se transformó en oficina.
Sobre el lugar de origen de la familia, algunos autores han señalado orígenes tan dispares como Venecia, Mantua o Nápoles. Sea como fuere y siendo posible que fueran emigrando de una parte a otra de la península itálica, llegaron a Chieri y de ahí finalmente al Chisone. Sobre el estatus social de la familia, antes de la fundación de Fiat, encontramos opiniones más uniformes.
Un documento publicado en 1998 por el Centro de Estudios de Piamonte y recogido en algunas revistas y periódicos muestra una línea sobre la realidad histórica y el pedigrí de la familia, que se remonta hasta el siglo XVI. Los Agnelli son originarios de Racconigi, a donde llegaron, con toda posibilidad de Priero, en la primera mitad del siglo XVIII. La plantación de cultivos y la cría de gusanos de seda parece haber sido la actividad económica que haría prosperar a la familia. Una de estas ramas, en particular, se dedicó a profesiones liberales en el siglo XIX, formándose médicos y abogados. Otra rama lo haría en el mundo de los negocios. En esta última rama se encuentra Francesco Giuseppe Agnelli, nacido en Racconigi el 25 de junio de 1789, abuelo del fundador de Fiat, origen del enriquecimiento social y económico de la familia.
Poco después de la restauración, tras la caída del Imperio napoleónico (un miembro de la familia había combatido en la campaña rusa junto a las tropas del corso), la familia, que por entonces vive en la capital del Reino de Cerdeña, se traslada a Turín, donde el cabeza de familia se convierte en banquero (en Turín el término banquero, además de referirse a aquellos que operan en comercio y divisas, también hace referencia a los que estaban al cargo de rebaños y a los intermediarios que vendían el producto en los mercados del Estado de Saboya y en el exterior).

### Ascenso social y económico
Francesco Giuseppe importa y vende especias a granel. La obtención de grandes beneficios, que invierte en la compra de fincas y tierras agrícolas, fundando además en Carignano una refinería de azúcar (La Agnelli, Pelisseri e Compagnia, Raffinatori), con alta capacidad de producción, presentando su primer proyecto de refinado de azúcar comprimido en la Exposición Nacional de la Industria de 1832 y el ganando un premio en la de 1838.
Lleva además a cabo operaciones de bienes y tierras, lo que demuestra excelentes habilidades como empresario en diversos ámbitos y la creación de nuevos puestos de trabajo. Lucrativa, en particular, es la venta de los bienes Parpaglia, (una gran granja de casi 600 giornati en el Piamonte, que se extendía por los territorios de Candiolo y Vinovo) comprados en 1840 a Teresa Audifredi. Parpaglia era parte de la antigua herencia de la Orden de San Mauricio. El banquero Adrian Audifredi había comprado la misma durante la época napoleónica.
Francesco Giuseppe había pagado por ella 310 000 liras y lo vendió doce años más tarde, después de intensas negociaciones, a la misma Orden de San Mauricio, con un aumento significativo sobre el precio inicial. Esta compra resulta porque el rey quería que fuera reincorporado a cualquier precio en la casa de Stupinigi, para restaurar su extensión original.
En 1853, gracias al dinero de la venta de esos bienes, Francesco Giuseppe compra a la familia del conde Piccone della Perosatio el palacio Turinetti di Priero, por 220 000 liras, la espléndida villa de Villar Perosa (atribuida al arquitecto Felipe Juvara), con anexo de unos trescientos giornati terrestres, considerado uno de los más lujosos lugares de vacaciones del Piamonte.
Francesco Giuseppe se casó primero con María Maggia, con quien tuvo cinco hijos, el último de ellos, Edoardo, que nació en Turín el 18 de julio de 1831 y murió prematuramente, dejando un hijo, Giovanni. Fue Regidor del Villar Perosa y miembro de diversas asociaciones de Turín, entre ellas la Sociedad de Bellas Artes.

### Nacimiento de un reino

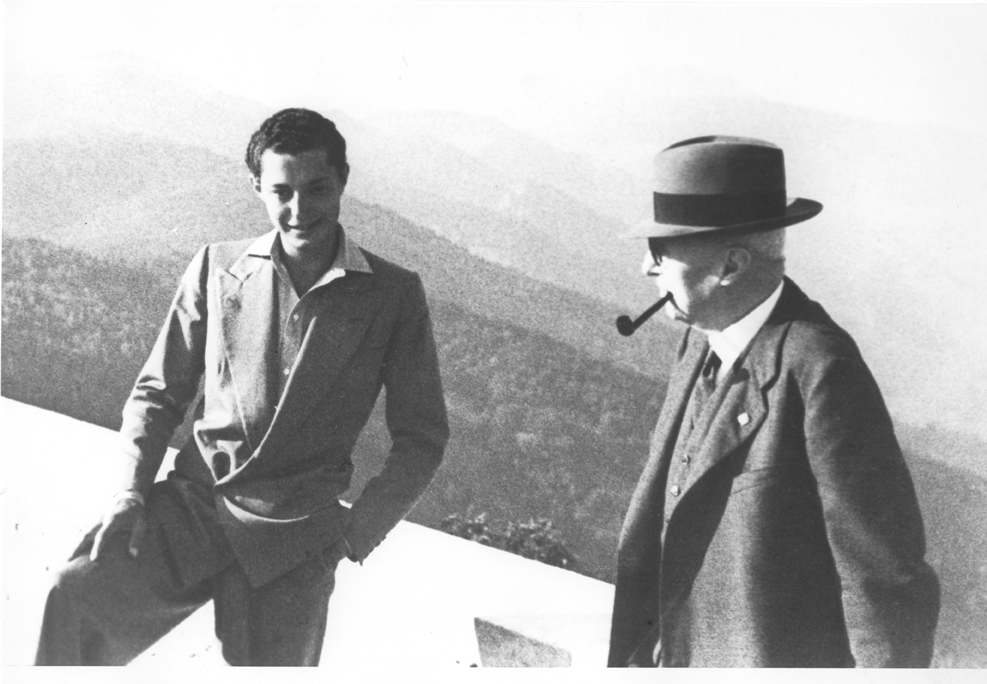
Giovanni Agnelli con su nieto Gianni Agnelli

Edoardo se casó con Aniceta Frisette (perteneciente a una familia con raíces en Turín). La pareja tuvo tres hijos, de los cuales solo sobrevivió el mayor, Giovanni, destinado a fundar la Fiat, que nació el 3 de noviembre de 1866 dentro de las murallas de la villa que su abuelo había comprado.
Sin menoscabo de sus méritos y sus habilidades poco comunes, Giovanni Agnelli movido en una situación financiera estable y con capital, pudo abrirse las puertas hacia un mundo nuevo de negocios. La presencia de un joven oficial de la caballería, junto a la flor y nata de la nobleza piamontesa, fue la mezcla necesaria para el nacimiento de toda una leyenda.
Hoy en día, los principales activos de los Agnelli vienen de la industria y la automoción, aunque la empresa cuenta con diversas empresas e inversiones en diversos sectores (como la Juventus de Turín).
En particular, la familia controla la Giovanni Agnelli e C. S.a.p.az. que a su vez controla el la sociedad financiera italiana Exor.

## Residencias

### Villa Leopolda
1952 - 1980 Villa Leopolda 100.000 3 millones de dólares

## Árbol genealógico resumido desde Edoardo Agnelli I
| Edoardo Agnelli I (1831-1871) Anicetta Frisetti           |                                                     |                                          |                   |  |  |  |
| Giovanni Agnelli (1866-1945) Clara Boselli                |                                                     |                                          |                   |  |  |  |
| Caterina Aniceta Agnelli (1889-1928) Carlo Nasi           |                                                     |                                          |                   |  |  |  |
| Chiara Nasi (1913-2010) Luca Ferrero                      |                                                     |                                          |                   |  |  |  |
|                                                           |                                                     |                                          |                   |  |  |  |
| Laura Nasi (1914-1996) Giancarlo Camerana                 |                                                     |                                          |                   |  |  |  |
|                                                           |                                                     |                                          |                   |  |  |  |
| Giovanni Nasi (1918-1995) Marinella Wolf                  |                                                     |                                          |                   |  |  |  |
|                                                           |                                                     |                                          |                   |  |  |  |
| Umberta Nasi (1922-2007) Giuseppe De Angeli               |                                                     |                                          |                   |  |  |  |
|                                                           |                                                     |                                          |                   |  |  |  |
| Umberta Nasi Giorgio Marsn                                |                                                     |                                          |                   |  |  |  |
|                                                           |                                                     |                                          |                   |  |  |  |
| Emanuelle Nasi (1928-1970) Marisa Coop-Diatto             |                                                     |                                          |                   |  |  |  |
|                                                           |                                                     |                                          |                   |  |  |  |
| Edoardo Agnelli II (1892-1935) Virginia Bourbon del Monte |                                                     |                                          |                   |  |  |  |
| Rosaline Agnelli (1906-1993) Francesco De Angelis         |                                                     |                                          |                   |  |  |  |
|                                                           |                                                     |                                          |                   |  |  |  |
| Clara Agnelli (1926-2016) Tassilo von Fürstenberg         | Egon von Fürstenberg                                |                                          |                   |  |  |  |
| Clara Agnelli (1926-2016) Tassilo von Fürstenberg         |                                                     |                                          |                   |  |  |  |
| Clara Agnelli (1926-2016) Tassilo von Fürstenberg         | Ira von Fürstenberg                                 |                                          |                   |  |  |  |
| Clara Agnelli (1926-2016) Tassilo von Fürstenberg         |                                                     |                                          |                   |  |  |  |
| Clara Agnelli (1926-2016) Tassilo von Fürstenberg         | Sebastian von Fürstenberg                           |                                          |                   |  |  |  |
|                                                           |                                                     |                                          |                   |  |  |  |
| Clara Agnelli Giovanni Nuvoletti                          |                                                     |                                          |                   |  |  |  |
|                                                           |                                                     |                                          |                   |  |  |  |
| Giovanni Agnelli II (1921-2003) Marella Caracciolo        | Edoardo Agnelli III (1954-2000)                     |                                          |                   |  |  |  |
| Giovanni Agnelli II (1921-2003) Marella Caracciolo        |                                                     |                                          |                   |  |  |  |
| Giovanni Agnelli II (1921-2003) Marella Caracciolo        | Margherita Agnelli (1955) Alain Elkann              | John Elkann (1976) Lavinia Borromeo      | Leone Elkann      |  |  |  |
| Giovanni Agnelli II (1921-2003) Marella Caracciolo        | Margherita Agnelli (1955) Alain Elkann              | John Elkann (1976) Lavinia Borromeo      |                   |  |  |  |
| Giovanni Agnelli II (1921-2003) Marella Caracciolo        | Margherita Agnelli (1955) Alain Elkann              | John Elkann (1976) Lavinia Borromeo      | Oceano Elkann     |  |  |  |
| Giovanni Agnelli II (1921-2003) Marella Caracciolo        | Margherita Agnelli (1955) Alain Elkann              | John Elkann (1976) Lavinia Borromeo      |                   |  |  |  |
| Giovanni Agnelli II (1921-2003) Marella Caracciolo        | Margherita Agnelli (1955) Alain Elkann              | John Elkann (1976) Lavinia Borromeo      | Vita Elkann       |  |  |  |
| Giovanni Agnelli II (1921-2003) Marella Caracciolo        | Margherita Agnelli (1955) Alain Elkann              |                                          |                   |  |  |  |
| Giovanni Agnelli II (1921-2003) Marella Caracciolo        | Margherita Agnelli (1955) Alain Elkann              | Lapo Elkann (1977)                       |                   |  |  |  |
| Giovanni Agnelli II (1921-2003) Marella Caracciolo        | Margherita Agnelli (1955) Alain Elkann              |                                          |                   |  |  |  |
| Giovanni Agnelli II (1921-2003) Marella Caracciolo        | Margherita Agnelli (1955) Alain Elkann              | Ginevra Elkann (1979) Giovanni d’Aragona | Giacomo d'Aragona |  |  |  |
| Giovanni Agnelli II (1921-2003) Marella Caracciolo        | Margherita Agnelli (1955) Alain Elkann              | Ginevra Elkann (1979) Giovanni d’Aragona |                   |  |  |  |
| Giovanni Agnelli II (1921-2003) Marella Caracciolo        | Margherita Agnelli (1955) Alain Elkann              | Ginevra Elkann (1979) Giovanni d’Aragona | Pietro d'Aragona  |  |  |  |
| Giovanni Agnelli II (1921-2003) Marella Caracciolo        | Margherita Agnelli (1955) Alain Elkann              | Ginevra Elkann (1979) Giovanni d’Aragona |                   |  |  |  |
| Giovanni Agnelli II (1921-2003) Marella Caracciolo        | Margherita Agnelli (1955) Alain Elkann              | Ginevra Elkann (1979) Giovanni d’Aragona | Marella d'Aragona |  |  |  |
| Giovanni Agnelli II (1921-2003) Marella Caracciolo        |                                                     |                                          |                   |  |  |  |
| Giovanni Agnelli II (1921-2003) Marella Caracciolo        | Margherita Agnelli Serge von Pählen                 | Maria von Pahlen                         |                   |  |  |  |
| Giovanni Agnelli II (1921-2003) Marella Caracciolo        | Margherita Agnelli Serge von Pählen                 |                                          |                   |  |  |  |
| Giovanni Agnelli II (1921-2003) Marella Caracciolo        | Margherita Agnelli Serge von Pählen                 | Pietro von Pahlen                        |                   |  |  |  |
| Giovanni Agnelli II (1921-2003) Marella Caracciolo        | Margherita Agnelli Serge von Pählen                 |                                          |                   |  |  |  |
| Giovanni Agnelli II (1921-2003) Marella Caracciolo        | Margherita Agnelli Serge von Pählen                 | Anna von Pahlen                          |                   |  |  |  |
| Giovanni Agnelli II (1921-2003) Marella Caracciolo        | Margherita Agnelli Serge von Pählen                 |                                          |                   |  |  |  |
| Giovanni Agnelli II (1921-2003) Marella Caracciolo        | Margherita Agnelli Serge von Pählen                 | Sofia von Pahlen                         |                   |  |  |  |
| Giovanni Agnelli II (1921-2003) Marella Caracciolo        | Margherita Agnelli Serge von Pählen                 |                                          |                   |  |  |  |
| Giovanni Agnelli II (1921-2003) Marella Caracciolo        | Margherita Agnelli Serge von Pählen                 | Tatjana von Pahlen                       |                   |  |  |  |
|                                                           |                                                     |                                          |                   |  |  |  |
| Susanna Agnelli (1922-2009) Urbano Rattazzi I             | Ilaria Rattazzi                                     |                                          |                   |  |  |  |
| Susanna Agnelli (1922-2009) Urbano Rattazzi I             |                                                     |                                          |                   |  |  |  |
| Susanna Agnelli (1922-2009) Urbano Rattazzi I             | Samaritana Rattazzi                                 |                                          |                   |  |  |  |
| Susanna Agnelli (1922-2009) Urbano Rattazzi I             |                                                     |                                          |                   |  |  |  |
| Susanna Agnelli (1922-2009) Urbano Rattazzi I             | Cristiano Rattazzi (1948) Sonia del Carril          | Alexia Rattazzi                          |                   |  |  |  |
| Susanna Agnelli (1922-2009) Urbano Rattazzi I             | Cristiano Rattazzi (1948) Sonia del Carril          |                                          |                   |  |  |  |
| Susanna Agnelli (1922-2009) Urbano Rattazzi I             | Cristiano Rattazzi (1948) Sonia del Carril          | Urbano Rattazzi II                       |                   |  |  |  |
| Susanna Agnelli (1922-2009) Urbano Rattazzi I             | Cristiano Rattazzi (1948) Sonia del Carril          |                                          |                   |  |  |  |
| Susanna Agnelli (1922-2009) Urbano Rattazzi I             | Cristiano Rattazzi (1948) Sonia del Carril          | Manuela Rattazzi                         |                   |  |  |  |
|                                                           |                                                     |                                          |                   |  |  |  |
| Giorgio Agnelli (1929-1965)                               |                                                     |                                          |                   |  |  |  |
|                                                           |                                                     |                                          |                   |  |  |  |
| Umberto Agnelli (1934-2004) Antonella Piaggio             | Giovanni Agnelli III (1964-1997) Frances Avery Howe | Virginia Asia Agnelli (1997)             |                   |  |  |  |
|                                                           |                                                     |                                          |                   |  |  |  |
| Umberto Agnelli Allegra Caracciolo                        | Andrea Agnelli (1975) Emma Winter                   | Baya Agnelli (2005)                      |                   |  |  |  |
| Umberto Agnelli Allegra Caracciolo                        | Andrea Agnelli (1975) Emma Winter                   |                                          |                   |  |  |  |
| Umberto Agnelli Allegra Caracciolo                        | Andrea Agnelli (1975) Emma Winter                   | Giacomo Agnelli (2011)                   |                   |  |  |  |
| Umberto Agnelli Allegra Caracciolo                        |                                                     |                                          |                   |  |  |  |
| Umberto Agnelli Allegra Caracciolo                        | Anna Agnelli (1977)                                 |                                          |                   |  |  |  |